# 자만
자만 또는 허영은 자신의 능력이나 다른 사람에 대한 매력에 대한 과도한 믿음이다. 영어로는 vanity라고 하는데, 이 용어는 14세기 이전까지는 이러한 자기애적 의미가 없었고 단순히 무익함을 의미했다. 관련 용어인 vainglory는 이제 종종 허영심의 고풍스러운 동의어로 간주되지만 원래는 자신의 능력을 고려하고 하나님의 도움이 필요하지 않다는 의미, 즉 부당한 자랑을 가리킨다. 지금은 영광이 주로 긍정적인 의미를 갖는 것으로 여겨지지만, 그것이 파생된 라틴어인 글로리아(gloria)는 대체로 자랑을 의미하며 종종 부정적인 비판으로 사용되었다.

## 같이 보기
- 더닝-크루거 효과
- 과대망상
- 자기 고양적 편견
- 허영의 소각
- 이기심